# WrestleMania Backlash (2021)
Cet article concerne l'édition 2021 du pay-per-view Backlash. Pour toutes les autres éditions, voir WWE Backlash.
Pour les articles homonymes, voir Backlash.
L'édition 2021 de WrestleMania Backlash est un Premium Live Event de catch (lutte professionnelle) produit par la World Wrestling Entertainment (WWE), une fédération de catch américaine, qui est télédiffusée et visible en paiement à la séance sur le WWE Network. L'événement a eu lieu le 16 mai 2021 au Yuengling Center à Tampa (Floride). Il s'agit de la seizième édition de Backlash.

## Contexte
Les spectacles de la World Wrestling Entertainment (WWE) sont constitués de matchs aux résultats prédéterminés par les scénaristes de la WWE. Ces rencontres sont justifiées par des storylines – une rivalité avec un catcheur, la plupart du temps – ou par des qualifications survenues dans les shows de la WWE telles que Raw, SmackDown et NXT. Tous les catcheurs possèdent une gimmick, c'est-à-dire qu'ils incarnent un personnage gentil (Face) ou méchant (Heel), qui évolue au fil des rencontres. Un événement comme WrestleMania Backlash est donc un événement tournant pour les différentes storylines en cours,.

## Tableau des matchs
| Ordre par numéros | Résultat                                                                                                 | Stipulation(s)                                              | Temps |
| --- | --- | ----------------------------------------------------------- | ----- |
| 1P | Sheamus (c) bat Ricochet                                                                                 | Match simple pour le WWE United States Championship         | 7:10  |
| 2 | Rhea Ripley (c) bat Asuka et Charlotte Flair                                                             | Triple Threat match pour le WWE Raw Women's Championship    | 15:20 |
| 3 | Los Mysterios (Rey Mysterio et Dominik Mysterio) battent Dirty Dawgs (Dolph Ziggler et Robert Roode) (c) | Tag Team match pour les WWE SmackDown Tag Team Championship | 17:00 |
| 4 | Damian Priest bat The Miz (avec John Morrison)                                                           | Lumberjack match                                            | 7:00  |
| 5 | Bianca Belair (c) bat Bayley                                                                             | Match simple pour le WWE SmackDown Women's Championship     | 16:05 |
| 6 | Bobby Lashley (c) (avec MVP) bat Drew McIntyre et Braun Strowman                                         | Triple Threat match pour le WWE Championship                | 14:15 |
| 7 | Roman Reigns (c) (avec Paul Heyman) bat Cesaro par soumission                                            | Match simple pour le WWE Universal Championship             | 27:35 |
| La lettre C placée entre parenthèses désigne la personne ou l’équipe championne en titre. P – indique que le match a eu lieu lors du pré-show | |                                                             |       |